# Mudugoppa (Nagara), Hosanagara
Mudugoppa (Nagara) là một làng thuộc tehsil Hosanagara, huyện Shimoga, bang Karnataka, Ấn Độ.